# Joan Bennett (universitaire)
Pour les articles homonymes, voir Joan Bennett et Bennet.
Joan Bennett, née Aline Frankau le 26 juin 1896 et morte le 20 juillet 1986, également connue sous le nom de Joan Frankau, est une professeure universitaire de lettres et critique littéraire britannique. Pendant près de trente ans, de 1936 à 1964, elle est fellow du Girton College de Cambridge et chargée de cours de langue anglaise à l'université de Cambridge. Elle est aussi connue pour avoir appartenu à la « constellation dse critiques » cités par la défense lors du procès Lady Chatterley de DH Lawrence.

## Biographie
Elle est la fille d'un importateur de cigares londonien, Arthur Frankau (1849-1904) et de l'écrivain Julia Frankau (1859-1916). Bien que connue sous le prénom de Joan tout au long de sa vie, son nom de baptême est Aline. En 1920, elle épouse Henry Stanley Bennett (1889-1972) lui-même historien de la littérature à Cambridge.
Joan Bennett est membre à vie du Girton College de Cambridge et maître de conférences en anglais à l'université de Cambridge de 1936 à 1964. On lui doit l'une des premières études critiques de Virginia Woolf. Elle reçoit le prix Rose Mary Crawshay de la British Academy en 1963 pour sa biographie de Thomas Browne : Sir Thomas Browne: A Man of Achievement in Literature.
Citée comme témoin expert dans le procès Lady Chatterley, elle contribue à contrer l'accusation en confirmant la réputation romancier acquise par Lawrence, dont l'ouvrage était plus qu'une description de rencontres sexuelles et dont l'utilisation répétée de « mots de quatre lettres » était justifiée par une intention littéraire,. La mère de Joan Bennett avait déjà été reconnue par Mme Belloc Lowndes pour avoir été « l'une des très rares à reconnaître le génie de DH Lawrence ».

## Travaux
Les principales publications de Joan Bennett sont :
- Four Metaphysical Poets – Donne, Herbert, Vaughan, Crashaw, Cambridge University Press 1934
- Virginia Woolf – Her Art as a Novelist, Cambridge University Press 1945
- George Eliot – Her Mind and her Art, Cambridge University Press 1948
- Sir Thomas Browne : A Man of Achievement in Literature, Cambridge University Press, 1962 (ISBN 978-0521041591, présentation en ligne)
- Five Metaphysical Poets – Donne, Herbert, Vaughan, Crashaw, Marvell, Cambridge University Press 1964